# 基塞利夫卡 (赫爾松區)

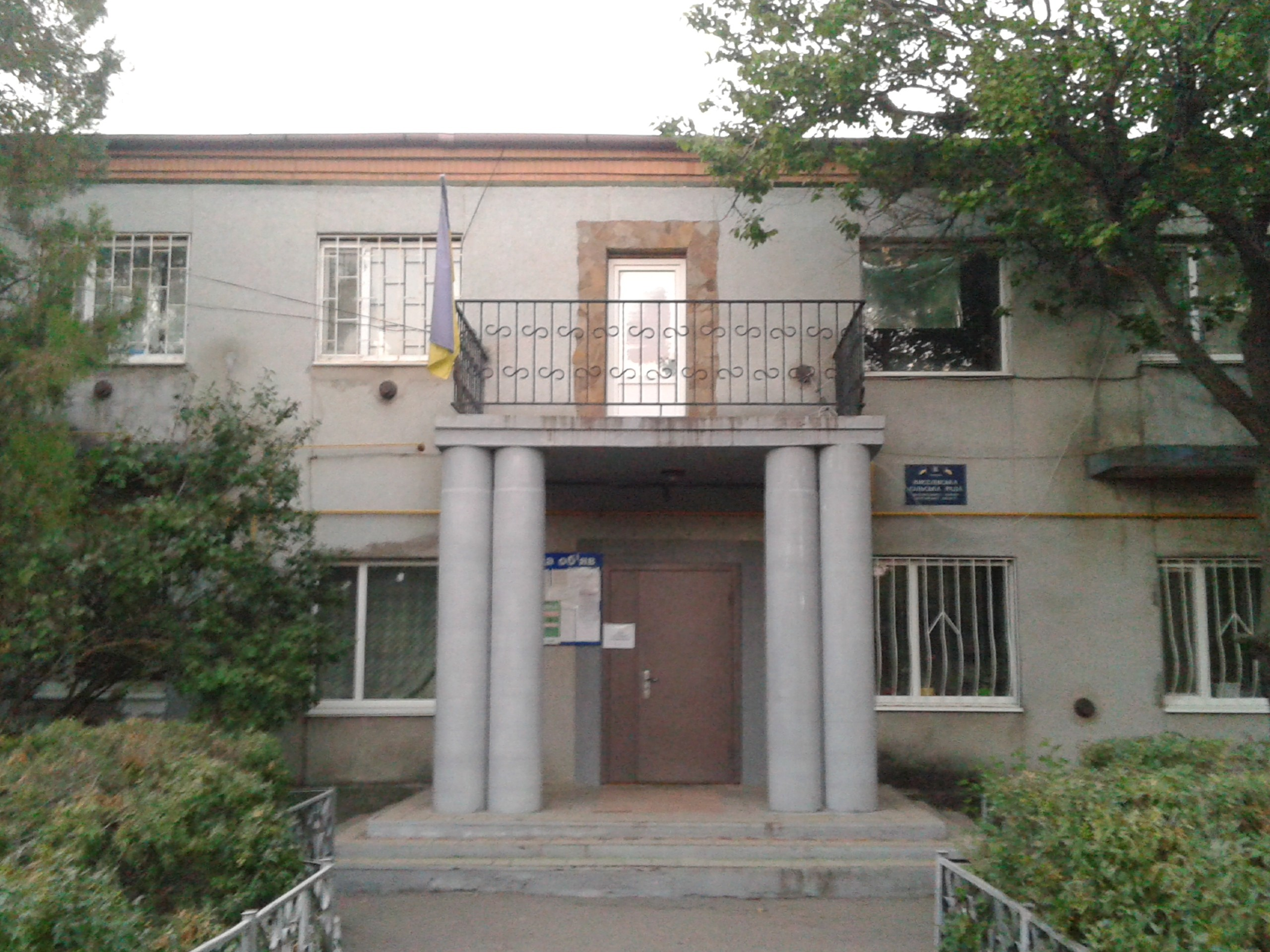
村委会

基塞利夫卡（烏克蘭語：Киселівка），是烏克蘭南部赫爾松州赫尔松区乔尔诺巴伊夫卡市镇内的村落。始建於1856年，面積3.28平方公里，海拔高度36米，2001年人口2,494，人口密度每平方公里760.4人。
2022年俄羅斯入侵烏克蘭後，當地被俄羅斯佔領。据乌克兰军方表示，2022年4月29日晚，俄罗斯军队中的车臣人士兵和布里亚特士兵之間爆發衝突。冲突的原因据称是在前面衝鋒的布里亚特人對主要負責後勤的車臣人士兵感到不滿。布里亚特士兵不願意在前面衝鋒。此外車臣人拿到的战利品比布里亞特人更多。11月10日，烏克蘭收復了基塞利夫卡。